# Beiß mich Liebling!
Beiß mich Liebling! ist eine deutsche Vampirfilmkomödie aus dem Jahre 1970 von Helmut Förnbacher mit Eva Renzi, Herbert Fux und Amadeus August in den Hauptrollen.

## Handlung
Briefträger Engelmann bricht sich eines Tages in Ausübung seines Jobs beide Beine und fällt daher für längere Zeit aus. Sein junger Kollege Peter Busch soll daher für ihn einspringen und seine Route übernehmen. Busch ist nicht nur jünger, sondern auch deutlich attraktiver als der ausgefallene Kollege und wird daher für die Damenwelt, die fortan nun auch aus hormonbedingten Gründen jeden Morgen die Post heiß ersehnt, gern hereingebeten, um sich mit ihm im Schlafzimmer zu vergnügen. Und diese „grünen Witwen“ werden stets aufs Neue bestens beglückt, denn infolge einer erzbischöflichen Weisung verfügen alle männlichen Mitglieder der Familie Busch über die perfekte und andauernde Manneskraft in Liebesdingen, allerdings nur, wenn jeder der Buschs, so will es die Vorbedingung, sich an ein Gelübde hält, demzufolge ein jeder von ihnen den Postboten-Beruf ergreift. Auch die hübsche Sabrina von der Wies wird gern von Peter begattet, was ihrem Onkel Hartlieb äußerst missfällt. Dieser ist beruflich als Sexualtherapeut und Eheberater tätig und droht durch Peters Potenz seine weibliche Kundschaft zu verlieren: Denn wo keine sexuell frustrierten Frauen, da auch keine Kundinnen mehr, die ihm, Hartlieb von der Wies, auf der Couch ihr Leid klagen.
Und so ersinnt der genervte Therapeut die eine oder andere finstere Idee, wie man den selbsternannten Oberstecher schnellstmöglich ins Jenseits befördern könne. Stattdessen kommt der finstere Hartlieb mittels einer Karaffe mit von ihm vergiftetem Inhalt selbst ums Leben, kehrt aber wenig später als Untoter in die Welt allen Irdischen zurück. Er ist ein Vampir geworden und beginnt nunmehr, Hälse zu beißen, derweil Frauenbeglücker Peter Hartliebs Praxis übernommen und Sabrina ganz nebenbei geheiratet hat. Sabrina beichtete ihrem Neugatten daraufhin ein streng gehütetes Familiengeheimnis: Im Stammbaum derer von der Wies habe es auch immer mal wieder Vampire gegeben. Beide tun sich daraufhin mit einem absonderlichen Priester zusammen, um schließlich Onkel Hartlieb in seinem Sarg aufzuspüren und ihn zu pfählen, auf dass er weder Peters und Sabrinas Liebesleben, noch die Lebenden vor Ort weiter stören möge. Doch wurde Peter in der Nacht zuvor vom wiederauferstandenen Onkel selbst in den Hals gebissen und ist so zum Blutsauger geworden, wie die letzte Filmszene zeigt.

## Produktionsnotizen
Beiß mich Liebling! entstand im Frühjahr 1970 in München und wurde am 28. August 1970 uraufgeführt.

## Kritik
Das Lexikon des Internationalen Films sah in dem Streifen einen „Ausflug eines deutschen Jungregisseurs (‚Sommersprossen‘, 1968) in die senile Klamaukfabrik.“